# Side Hustle
Side Hustle (dt. Nebenverdienst) ist eine US-amerikanische Comedy-Fernsehserie, die von Dave Malkoff geschaffen wurde und bei Nickelodeon ausgestrahlt wird.

## Handlung
Nachdem Presley, Lex und Munchy das Boot von Munchys Vater durch Feuerwerkskörper zerstört haben, erwartet dieser, dass die Jugendlichen ihm den finanziellen Schaden in wöchentlich zu zahlenden Geldsummen erstatten. So müssen die Freunde zusammen einen Weg finden, Geld zu verdienen. Dabei hilft ihnen Presleys jüngerer Bruder Fisher, der für die drei eine App namens „KidDING!“ entwickelt, um so schneller Menschen zu finden, die Hilfe bei kleinen Jobs brauchen. Munchys älterer Bruder kümmert sich außerdem darum, dass die Jugendlichen das verdiente Geld stets rechtzeitig Munchys Vater übergeben.

## Figuren
Lex ist Presleys und Munchys beste Freundin. Sie ist die Klügste des Trios, hat einen Hund und acht Geschwister.
Presley ist Lexs und Munchys beste Freundin. Sie hat eine optimistische Persönlichkeit, ist manchmal aber auch etwas faul und anders als Lexi nicht die Klügste. Fisher ist ihr Bruder. Bei ihr trifft sich das Freundestrio zumeist.
Munchy ist Lexs und Presleys Freund. Er hat eine sehr lustige und extrovertierte Persönlichkeit. Er unterstützt Lex und Presley in allen Lebenslagen. Sein Vater ist der Direktor der Schule und hat einen älteren Bruder namens Jaget. Seine Familie lebt neben der von Lex.
Fisher ist Presleys jüngerer Bruder. Er ist ein kluger und genialer Erfinder. Manchmal hilft Lex, Presley und Munchy bei ihren Problemen. Zuweilen kann er Schwester gegenüber sarkastisch sein. Er ist offen in Lex verliebt und versucht sie immer wieder für sich zu begeistern.
Jaget ist der ältere Bruder von Munchy. Er ist ein Schülerlotse, kommandiert jeden herum, ist sehr von sich eingenommen und nicht immer freundlich. Er ist selbsterklärter Meister des fiktiven Kampfstils Jagjitsu.
Alan ist der Vater von Presley und Fisher. Er ist überdreht und benimmt sich zumeist kindischer als seine Kinder. Liebend gerne wäre er mit Tedward befreundet. Seine Frau, die Mutter von Presley und Fisher, wird selten erwähnt und kommt nie vor.
Tedward ist der Vater von Munchy und Jaget sowie Direktor der Schule auf die alle gehen. Er ist im Allgemeinen überaus korrekt und wirkt etwas steif. Seine Frau wird nie erwähnt.
Horrigan ist Fishers etwa gleichaltriger Assistent bei dessen Erfindereien. Er ist Fisher gegenüber sehr unterwürfig und verehrt ihn sehr.

## Synchronisation
| Rolle   | Schauspieler     | Deutscher Sprecher |
| ------- | ---------------- | ------------------ |
| Lex     | Jules LeBlanc    | Jenny Maria Meyer  |
| Presley | Jayden Bartels   | Liza Ohm           |
| Munchy  | Isaiah Crews     | Philip Süß         |
| Fisher  | Mitchell Berg    |                    |
| Jaget   | Jacques Chevelle | Dirk Stollberg     |

## Produktion
Die Serie wurde erstmals am 24. Februar 2020 von Nickelodeon angekündigt und startete schließlich am 7. November desselben Jahres in den Vereinigten Staaten. Am 7. Januar 2021 wurde die erste Staffel um weitere sieben Folgen verlängert. Am 18. März 2021 wurde die Serie um weitere sechs Folgen verlängert, sodass die erste Staffel auf insgesamt 26 Folgen kommen wird. Am 15. Mai 2021 endeten die Dreharbeiten für die 1. Staffel.
Am 1. September 2021 wurde eine zweite Staffel bestätigt, die am 2. Oktober 2021 ihre Premiere feierte.
In Deutschland feierte die Serie am 20. März 2021 ihre Premiere.
Am 18. Juli 2022 gab der Schauspieler Isaiah Crews auf Instagram bekannt, dass die Serie abgesetzt wurde und keine dritte Staffel produziert wird.